# Narycia ennomopis
Narycia ennomopis är en fjärilsart som beskrevs av Edward Meyrick 1934. Narycia ennomopis ingår i släktet Narycia och familjen säckspinnare. Inga underarter finns listade i Catalogue of Life.